# Sipeki Zoltán
Sipeki Zoltán (1963. III. 5.–) gitáros, zeneszerző, zenei rendező. 

## Életpályája
Tizenhárom évesen kezdett gitározni, balkezes hangszereken. Tizenhat évesen Berkes Gáborral alakította első zenekarát, a Lobogót. Ezt követően számos, különböző stílusú zenét játszó együttesben fordult meg.
Az 1980-as évek vége óta stúdiózenészként dolgozik, napjainkig több száz lemezen működött közre. Emellett több zenekarral lép fel kisebb-nagyobb rendszerességgel. 1988 és 1993 között Deák Bill Gyula zenekarában játszott. Zoránnal 1993-tól dolgozik együtt. 1993-tól kb. 1998-ig működött a Heavy Méta formáció, amelyben a Méta magyar népzenei együttes tagjaival, valamint Ferenczi Györggyel, Takáts Tamással, Mezőfi Istvánnal, illetve Molnár Gáborral játszottak népzenei alapú feldolgozásokat. 1998 és 2000 között tagja volt a Coda zenekarnak. Szentpéteri Csillát 2002 óta kíséri. 2005-ben alapította Móra Erzsébettel és Gál Gáborral a Budapest Acoustic Band -et. A Lead Zeppelin zenekar oszlopos tagja. 2010 februárjában megkapta az "Az év legjobb közreműködő zenésze" díjat a Fonogram díjátadó gáláján. A 2010-ben megjelent Keresztes Ildikó Csak játszom című nagylemezén a "Magányos csónak" c. dalban is Sipeki gitározik.

## Lemezei
- Classica: Iron World (1996/2006)
- Rudán Joe’s Coda (1999)
- Szubjektív Panasz: Előjáték (2007)